# Liste der Nummer-eins-Hits in Finnland (1990)
Dies ist eine Liste der Nummer-eins-Hits in Finnland im Jahr 1990. Sie basiert auf den offiziellen Single Top und den Album Top, die im Auftrag von Musiikkituottajat, der finnischen Landesgruppe der IFPI, erstellt werden.

## Singles
| | Liste der Nummer-eins-Hits in Finnland | Liste der Nummer-eins-Hits in Finnland | Liste der Nummer-eins-Hits in Finnland                                                      | 1991 →                    |
| \| Zeitraum \| Wo. ges. \| Interpret \| Titel Autor(en) \| Zusätzliche Informationen \| \| (Zeitraum, Wochen auf Platz eins, Interpret, Titel, Autor[en], zusätzliche Informationen) \| \| \| \| \| \| ----------------------------------------------------------------------------------------- \| -------- \| ---------------------------- \| ------------------------------------------------------------------------------------------- \| ------------------------- \| \| 14. Dezember 1989 – 17. Januar 1990 5 Wochen \| 5 \| Bat & Ryyd \| Ryyd-joulu \| – \| \| 18. Januar 1990 – 31. Januar 1990 2 Wochen \| 2 \| Lättykettu & Tehosekoittajat \| Letkautus \| – \| \| 1. Februar 1990 – 28. Februar 1990 4 Wochen \| 4 \| Technotronic \| Get Up! (Before the Night Is Over) Joris Omer Y Bogaert, Manuela Kamosi \| – \| \| 1. März 1990 – 14. März 1990 2 Wochen \| 2 \| Sinéad O’Connor \| Nothing Compares 2 U Prince \| – \| \| 15. März 1990 – 9. Mai 1990 8 Wochen \| 8 \| Raptori \| Oi beibi / Tuhansien sulojen maa \| – \| \| 10. Mai 1990 – 23. Mai 1990 2 Wochen \| 2 \| Raptori \| Raptori \| – \| \| 24. Mai 1990 – 11. Juni 1990 3 Wochen \| 3 \| Madonna \| Vogue Shep Pettibone, Madonna Ciccone \| – \| \| 12. Juni 1990 – 25. Juni 1990 2 Wochen \| 2 \| ZZ Top \| Doubleback Billy Gibbons, Dusty Hill, Frank Beard \| – \| \| 26. Juni 1990 – 9. Juli 1990 2 Wochen \| 2 \| Eppu Normaali \| Sydän tyhjää lyö \| – \| \| 10. Juli 1990 – 30. Juli 1990 3 Wochen \| 3 \| Guru Josh \| Whose Law (Is It Anyway?) Paul Walden, Mick Weston \| – \| \| 31. Juli 1990 – 13. August 1990 2 Wochen \| 2 \| Madonna \| Hanky Panky Madonna, Patrick Leonard \| – \| \| 14. August 1990 – 9. September 1990 4 Wochen \| 4 \| MC Nikke T \| Jos haluu saada \| – \| \| 10. September 1990 – 23. September 1990 2 Wochen \| 2 \| Eppu Normaali \| Tahroja paperilla \| – \| \| 24. September 1990 – 7. Oktober 1990 2 Wochen \| 2 \| AC/DC \| Thunderstruck Angus Young, Malcolm Young \| – \| \| 8. Oktober 1990 – 4. November 1990 4 Wochen \| 4 \| Pet Shop Boys \| So Hard Neil Francis Tennant, Chris Lowe \| – \| \| 5. Januar 1990 – 2. Dezember 1990 48 Wochen \| 48 \| MC Nikke T \| Ihminen ei voi elää vetämättä \| – \| \| 3. Dezember 1990 – 16. Dezember 1990 2 Wochen \| 2 \| Londonbeat \| I’ve Been Thinking About You Jimmy Chambers, George Chandler, Jimmy Helms, William Henshall \| – \| \| 17. Dezember 1990 – 6. Januar 1991 3 Wochen \| 3 \| Madonna \| Justify My Love Lenny Kravitz, Ingrid Chavez, Madonna \| – \| |                                        |                                        |                                                                                             |                           |
| |                                        |                                        |                                                                                             | → 1991 →                  |
| Zeitraum | Wo. ges.                               | Interpret                              | Titel Autor(en)                                                                             | Zusätzliche Informationen |
| (Zeitraum, Wochen auf Platz eins, Interpret, Titel, Autor[en], zusätzliche Informationen) |                                        |                                        |                                                                                             |                           |
| 14. Dezember 1989 – 17. Januar 1990 5 Wochen | 5                                      | Bat & Ryyd                             | Ryyd-joulu                                                                                  | –                         |
| 18. Januar 1990 – 31. Januar 1990 2 Wochen | 2                                      | Lättykettu & Tehosekoittajat           | Letkautus                                                                                   | –                         |
| 1. Februar 1990 – 28. Februar 1990 4 Wochen | 4                                      | Technotronic                           | Get Up! (Before the Night Is Over) Joris Omer Y Bogaert, Manuela Kamosi                     | –                         |
| 1. März 1990 – 14. März 1990 2 Wochen | 2                                      | Sinéad O’Connor                        | Nothing Compares 2 U Prince                                                                 | –                         |
| 15. März 1990 – 9. Mai 1990 8 Wochen | 8                                      | Raptori                                | Oi beibi / Tuhansien sulojen maa                                                            | –                         |
| 10. Mai 1990 – 23. Mai 1990 2 Wochen | 2                                      | Raptori                                | Raptori                                                                                     | –                         |
| 24. Mai 1990 – 11. Juni 1990 3 Wochen | 3                                      | Madonna                                | Vogue Shep Pettibone, Madonna Ciccone                                                       | –                         |
| 12. Juni 1990 – 25. Juni 1990 2 Wochen | 2                                      | ZZ Top                                 | Doubleback Billy Gibbons, Dusty Hill, Frank Beard                                           | –                         |
| 26. Juni 1990 – 9. Juli 1990 2 Wochen | 2                                      | Eppu Normaali                          | Sydän tyhjää lyö                                                                            | –                         |
| 10. Juli 1990 – 30. Juli 1990 3 Wochen | 3                                      | Guru Josh                              | Whose Law (Is It Anyway?) Paul Walden, Mick Weston                                          | –                         |
| 31. Juli 1990 – 13. August 1990 2 Wochen | 2                                      | Madonna                                | Hanky Panky Madonna, Patrick Leonard                                                        | –                         |
| 14. August 1990 – 9. September 1990 4 Wochen | 4                                      | MC Nikke T                             | Jos haluu saada                                                                             | –                         |
| 10. September 1990 – 23. September 1990 2 Wochen | 2                                      | Eppu Normaali                          | Tahroja paperilla                                                                           | –                         |
| 24. September 1990 – 7. Oktober 1990 2 Wochen | 2                                      | AC/DC                                  | Thunderstruck Angus Young, Malcolm Young                                                    | –                         |
| 8. Oktober 1990 – 4. November 1990 4 Wochen | 4                                      | Pet Shop Boys                          | So Hard Neil Francis Tennant, Chris Lowe                                                    | –                         |
| 5. Januar 1990 – 2. Dezember 1990 48 Wochen | 48                                     | MC Nikke T                             | Ihminen ei voi elää vetämättä                                                               | –                         |
| 3. Dezember 1990 – 16. Dezember 1990 2 Wochen | 2                                      | Londonbeat                             | I’ve Been Thinking About You Jimmy Chambers, George Chandler, Jimmy Helms, William Henshall | –                         |
| 17. Dezember 1990 – 6. Januar 1991 3 Wochen | 3                                      | Madonna                                | Justify My Love Lenny Kravitz, Ingrid Chavez, Madonna                                       | –                         |

## Alben
| | Liste der Nummer-eins-Hits in Finnland | Liste der Nummer-eins-Hits in Finnland | Liste der Nummer-eins-Hits in Finnland | 1991 →                    |
| \| Zeitraum \| Wo. ges. \| Interpret \| Titel \| Zusätzliche Informationen \| \| (Zeitraum, Wochen auf Platz eins, Interpret, Titel, zusätzliche Informationen) \| \| \| \| \| \| ------------------------------------------------------------------------------ \| -------- \| -------------------------- \| -------------------------- \| ------------------------- \| \| 30. November 1989 – 3. Januar 1990 5 Wochen (insgesamt 9) \| 9 \| Phil Collins \| …But Seriously \| – \| \| 4. Januar 1990 – 17. Januar 1990 2 Wochen \| 2 \| (Verschiedene Interpreten) \| Great Love Songs \| – \| \| 18. Januar 1990 – 31. Januar 1990 2 Wochen (insgesamt 9) \| 9 \| Phil Collins \| …But Seriously \| – \| \| 1. Februar 1990 – 14. Februar 1990 2 Wochen \| 2 \| Technotronic \| Pump Up the Jam: The Album \| – \| \| 15. Februar 1990 – 28. Februar 1990 2 Wochen (insgesamt 9) \| 9 \| Phil Collins \| …But Seriously \| – \| \| 1. März 1990 – 28. März 1990 4 Wochen \| 4 \| Juice Leskinen \| Sinä \| – \| \| 29. März 1990 – 11. April 1990 2 Wochen \| 2 \| Kolmas Nainen \| Hyvää ja kaunista \| – \| \| 12. April 1990 – 25. April 1990 2 Wochen \| 2 \| Heart \| Brigade \| – \| \| 26. April 1990 – 9. Mai 1990 2 Wochen \| 2 \| Gary Moore \| Still Got the Blues \| – \| \| 10. Mai 1990 – 23. Mai 1990 2 Wochen \| 2 \| Billy Idol \| Charmed Life \| – \| \| 24. Mai 1990 – 11. Juni 1990 3 Wochen \| 3 \| Madonna \| I’m Breathless \| – \| \| 12. Juni 1990 – 25. Juni 1990 2 Wochen \| 2 \| Ed Starink \| Synthesizer Greatest \| – \| \| 26. Juni 1990 – 9. Juli 1990 2 Wochen \| 2 \| Eppu Normaali \| Historian suurmiehiä \| – \| \| 10. Juli 1990 – 13. August 1990 5 Wochen \| 5 \| Raptori \| Moe! \| – \| \| 14. August 1990 – 23. September 1990 6 Wochen \| 6 \| Alannah Myles \| Alannah Myles \| – \| \| 24. September 1990 – 7. Oktober 1990 2 Wochen \| 2 \| Ismo Alanko \| Kun Suomi putos puusta \| – \| \| 8. Oktober 1990 – 21. Oktober 1990 2 Wochen \| 2 \| AC/DC \| The Razors Edge \| – \| \| 22. Oktober 1990 – 18. November 1990 4 Wochen \| 4 \| ZZ Top \| Recycler \| – \| \| 19. November 1990 – 2. Dezember 1990 2 Wochen \| 2 \| Kirka \| Ota lähellesi \| – \| \| 3. Dezember 1990 – 6. Januar 1991 5 Wochen \| 5 \| Ressu \| Ressu Redford \| – \| |                                        |                                        |                                        |                           |
| |                                        |                                        |                                        | → 1991 →                  |
| Zeitraum | Wo. ges.                               | Interpret                              | Titel                                  | Zusätzliche Informationen |
| (Zeitraum, Wochen auf Platz eins, Interpret, Titel, zusätzliche Informationen) |                                        |                                        |                                        |                           |
| 30. November 1989 – 3. Januar 1990 5 Wochen (insgesamt 9) | 9                                      | Phil Collins                           | …But Seriously                         | –                         |
| 4. Januar 1990 – 17. Januar 1990 2 Wochen | 2                                      | (Verschiedene Interpreten)             | Great Love Songs                       | –                         |
| 18. Januar 1990 – 31. Januar 1990 2 Wochen (insgesamt 9) | 9                                      | Phil Collins                           | …But Seriously                         | –                         |
| 1. Februar 1990 – 14. Februar 1990 2 Wochen | 2                                      | Technotronic                           | Pump Up the Jam: The Album             | –                         |
| 15. Februar 1990 – 28. Februar 1990 2 Wochen (insgesamt 9) | 9                                      | Phil Collins                           | …But Seriously                         | –                         |
| 1. März 1990 – 28. März 1990 4 Wochen | 4                                      | Juice Leskinen                         | Sinä                                   | –                         |
| 29. März 1990 – 11. April 1990 2 Wochen | 2                                      | Kolmas Nainen                          | Hyvää ja kaunista                      | –                         |
| 12. April 1990 – 25. April 1990 2 Wochen | 2                                      | Heart                                  | Brigade                                | –                         |
| 26. April 1990 – 9. Mai 1990 2 Wochen | 2                                      | Gary Moore                             | Still Got the Blues                    | –                         |
| 10. Mai 1990 – 23. Mai 1990 2 Wochen | 2                                      | Billy Idol                             | Charmed Life                           | –                         |
| 24. Mai 1990 – 11. Juni 1990 3 Wochen | 3                                      | Madonna                                | I’m Breathless                         | –                         |
| 12. Juni 1990 – 25. Juni 1990 2 Wochen | 2                                      | Ed Starink                             | Synthesizer Greatest                   | –                         |
| 26. Juni 1990 – 9. Juli 1990 2 Wochen | 2                                      | Eppu Normaali                          | Historian suurmiehiä                   | –                         |
| 10. Juli 1990 – 13. August 1990 5 Wochen | 5                                      | Raptori                                | Moe!                                   | –                         |
| 14. August 1990 – 23. September 1990 6 Wochen | 6                                      | Alannah Myles                          | Alannah Myles                          | –                         |
| 24. September 1990 – 7. Oktober 1990 2 Wochen | 2                                      | Ismo Alanko                            | Kun Suomi putos puusta                 | –                         |
| 8. Oktober 1990 – 21. Oktober 1990 2 Wochen | 2                                      | AC/DC                                  | The Razors Edge                        | –                         |
| 22. Oktober 1990 – 18. November 1990 4 Wochen | 4                                      | ZZ Top                                 | Recycler                               | –                         |
| 19. November 1990 – 2. Dezember 1990 2 Wochen | 2                                      | Kirka                                  | Ota lähellesi                          | –                         |
| 3. Dezember 1990 – 6. Januar 1991 5 Wochen | 5                                      | Ressu                                  | Ressu Redford                          | –                         |

Siehe auch: Nummer-eins-Hits 1990 in  Australien, Belgien, Dänemark, Deutschland, Frankreich, Irland, Italien, Japan, Kanada, Neuseeland, den Niederlanden, Norwegen, Österreich, Schweden, der Schweiz, Spanien, Ungarn, den Vereinigten Staaten und im Vereinigten Königreich.